# Baudement
Baudement je francouzská obec v departementu Marne v regionu Grand Est. V roce 2010 zde žilo 120 obyvatel.

## Vývoj počtu obyvatel
Počet obyvatel